# Constantin von Alvensleben
Constantin von Alvensleben, född 26 augusti 1809, död 28 mars 1892, var en preussisk militär. Han var bror till Gustav von Alvensleben.
von Alvensleben blev officer 1866 i 1:a gardesinfanteridivisionen och 1870 i 3:e armékåren. Den 16 augusti hindrade han genom slaget vid Vionville den franska Rhenarméns avtåg från Metz. von Alvensleben deltog med utmärkelse i striderna vid Orléans och Le Mans samt tog 1873 avsked som general av infanteriet.